# SMS Lützow
SMS Lützow – niemiecki krążownik liniowy (w Niemczech klasyfikowany jako wielki krążownik – niem.: Großer Kreuzer) z okresu I wojny światowej, druga jednostka typu Derfflinger.
Zwodowany jeszcze przed wybuchem wojny, został przyjęty do służby w Kaiserliche Marine w marcu 1916 roku. Nazwę otrzymał na pamiątkę generała Adolfa von Lützowa, uczestnika wojen napoleońskich. „Lützow” brał udział w bombardowaniu Lowestoft i Yarmouth (24–25 kwietnia 1916 roku) i bitwie jutlandzkiej (31 maja – 1 czerwca 1916 roku), podczas której został poważnie uszkodzony przez pociski artyleryjskie okrętów Royal Navy, a następnie zatopiony przez jeden z niszczycieli własnej eskorty.

## Budowa
Stępkę pod budowę „Lützowa” położono w stoczni Schichau w Gdańsku w maju 1912 roku jako „Ersatz Kaiserin Augusta”, następcę starego krążownika pancernopokładowego „Kaiserin Augusta”. W porównaniu z „Derfflingerem”, pierwszym okrętem typu, wprowadzono niewielkie zmiany projektowe, obejmujące dodanie jednego więcej przedziału wodoszczelnego kadłuba, dwóch więcej dział artylerii średniego kalibru oraz drobne szczegóły konstrukcji kominów i masztów. Wodowanie jednostki nastąpiło 29 listopada 1913 roku, a swą nazwę, wzorem innych wielkich krążowników Kaiserliche Marine, otrzymał na cześć dowódcy wojsk lądowych – generała Adolfa von Lützowa. Po wybuchu I wojny światowej prace wykończeniowe na okręcie uległy spowolnieniu. Budowę ukończono 8 sierpnia 1915 roku, po czym krążownik rozpoczął próby morskie.
Dowódcą okrętu został mianowany komandor (Kapitän zur See) Victor Harder, który pozostał na tym stanowisku aż do zatopienia okrętu. W trakcie prób w październiku 1915 roku nastąpiła poważna awaria jednej z turbin i w efekcie „Lützow” osiągnął pełną gotowość bojową dopiero w marcu 1916 roku, kiedy oficjalnie wszedł w skład 1. Grupy Rozpoznawczej (1. Aufklärungsgruppe), dowodzonej przez kontradmirała Franza von Hippera.

## Opis konstrukcji
„Lützow” miał długość całkowitą 210,4 m i szerokość maksymalną 29 m. Jego kadłub został podzielony grodziami na 17 przedziałów wodoszczelnych. Pancerz burtowy składał się z pasa pancernego grubości 305 mm, chroniącego wszystkie mechanizmy okrętu oraz dodatkowych pasów pancernych na dziobie (grubości 120–152 mm), rufie (grubości 120 mm) i poniżej linii wodnej, grubego na 152 mm. Pas burtowy przechodził w cytadelę pancerną o grubości ścian 228 mm, zamkniętą grodziami pancernymi (200–250 mm). Pancerz poziomy składał się ze skośnych elementów grubości 30 mm na śródokręciu, łączących się z pancerzem burtowym i pokładu pancernego o grubości od 50 do 80 mm. Główne stanowisko dowodzenia miało pancerz o grubości 300 mm.
Napęd krążownika stanowiły dwa zespoły turbin parowych wysokiego i niskiego ciśnienia (razem cztery turbiny w czterech osobnych maszynowniach) systemu Parsonsa, o łącznej projektowanej mocy 63 000 KM (na próbach z przeforsowaniem maszyn 80 988 KM), poruszające cztery śruby o średnicy 3,9 m i pozwalające osiągnąć stałą maksymalną prędkość 26,5 węzła. Parę do turbin dostarczało 18 kotłów parowych (cztery z nich zostały dostosowane do opalania paliwem płynnym) rozmieszczonych w 12 kotłowniach. Okręt posiadał dwa stery, ustawione jeden za drugim. Normalny zapas paliwa wynosił 738 ton węgla i 246 ton paliwa płynnego, maksymalny, odpowiednio 3640 ton i 1180 ton, pozwalał osiągnąć zasięg 6800 mil morskich przy prędkości ekonomicznej 14 węzłów.
Główne uzbrojenie składało się z ośmiu dział kal. 305 mm, umieszczonych w czterech wieżach artyleryjskich, po dwie na dziobie i rufie, w superpozycjach. Maksymalny kąt podniesienia luf wynosił 13,5°. Artylerię średniego kalibru stanowiło 14 dział kal. 150 mm, zainstalowanych w kazamatach, po 7 na każdej burcie. Po pięć stanowisk z każdej burty mogło prowadzić ogień w kierunku dziobu, dwa pozostałe w kierunku rufy. Poza tym okręt posiadał cztery działa przeciwlotnicze kal. 88 mm na otwartych stanowiskach wokół tylnego komina. Wszystkie działa okrętu zostały wyprodukowane w zakładach Friedrich Krupp AG. Wieże artyleryjskie głównego kalibru były chronione pancerzem, który z przodu i z tyłu miał grubość 270 mm, z boków 220 mm, a z góry 80–110 mm. Barbety wież miały grubość do 260 mm. Artyleria w kazamatach była opancerzona płytami ze stali pancernej o grubości do 150 mm.
„Lützow” posiadał cztery podwodne wyrzutnie torped kal. 600 mm, zainstalowane po jednej na dziobie i rufie (po lewej stronie) oraz na każdej z burt prostopadle do osi podłużnej jednostki. Poza torpedami w wyrzutniach, okręt dysponował również ośmioma torpedami zapasowymi.

## Służba operacyjna
Pierwszą akcją bojową „Lützowa” było uczestnictwo, wraz z krążownikami liniowymi „Seydlitz” i „Moltke”, w dwóch wypadach przeciwko lekkim siłom brytyjskim operującym na Morzu Północnym pod koniec marca 1916 roku, bez kontaktu bojowego. W dniach 21–22 kwietnia okręty 1. Grupy Rozpoznawczej w eskorcie małych jednostek przeprowadziły operację mającą na celu zagrożenie wschodnim wybrzeżom Anglii, przerwaną po uszkodzeniu na nierozpoznanym polu minowym krążownika lekkiego „Graudenz”.

### Bombardowanie Lowestoft i Yarmouth
Kolejny raz siły niemieckie wyszły w morze rankiem 24 kwietnia 1916 roku. Celem akcji było zbombardowanie angielskich miast: Lowestoft i Great Yarmouth. 1. Grupą Rozpoznawczą dowodził, w zastępstwie chorego admirała Hippera, wiceadmirał Friedrich Bödicker. Jego okręt flagowy, „Seydlitz”, wszedł w trakcie rejsu na minę i został uszkodzony, w wyniku czego admirał Bödicker przeniósł się ze swoim sztabem na „Lützowa”. W ślad za krążownikami liniowymi podążały główne siły Hochseeflotte pod dowództwem admirała Reinharda Scheera, stanowiące daleką osłonę na wypadek kontrakcji okrętów brytyjskiej Grand Fleet.
Cztery pozostałe w boju okręty 1. Grupy Rozpoznawczej rozpoczęły bombardowanie Lowestoft o 4.10 rano 25 kwietnia 1916 roku, niszcząc w ciągu dziesięciu minut około 200 domów, dwie baterie brzegowe oraz zabijając trzech i raniąc dwunastu ludzi. Skuteczne zbombardowanie Great Yarmouth uniemożliwiła mgła, toteż niemieckie krążowniki oddały tylko kilka niecelnych salw. Interweniujące lekkie krążowniki brytyjskich Harwich Force zostały ostrzelane przez wycofujących się Niemców. Dwa z nich (i jeden niszczyciel) odniosły uszkodzenia, a artylerzyści „Lützowa” odnotowali kilkakrotne trafienia na krążowniku „Conquest”. Ostatecznie, pomimo znacznej przewagi, admirał Bödicker podjął decyzję o odwrocie, obawiając się ataków brytyjskich okrętów podwodnych, a siły główne admirała Scheera podążyły w ślad za nim.
Jednostki Grand Fleet nie były w stanie doścignąć wycofujących się Niemców, zaś lekkie okręty nie zaryzykowały pościgu, słusznie obawiając się napotkania niemieckich pancerników. To kolejne bombardowanie angielskich miast wywołało panikę wśród Brytyjczyków i spowodowało decyzję rządu o przebazowaniu części okrętów do portów na południu Anglii. Obydwie strony planowały przeprowadzenie kolejnych rajdów w najbliższym czasie, licząc na wciągnięcie nieprzyjaciela do walnej bitwy sił głównych, zwycięstwo w której miało zdecydować o panowaniu na morzu.
Na początku maja 1916 roku „Lützow” został skierowany na Bałtyk celem przeprowadzenia dodatkowych szkoleń oraz prób szybkości na mili pomiarowej, gdzie 19 maja osiągnął prędkość maksymalną 27,9 węzła. Po powrocie na kotwicowisko u ujścia rzeki Jade krążownik został oficjalnie (od 28 maja) okrętem flagowym dowódcy 1. Grupy Rozpoznawczej, admirała Franza Hippera.

### Bitwa jutlandzka
Kolejną i ostatnią już w krótkiej historii operacyjnej „Lützowa” akcją bojową była bitwa jutlandzka, w historiografii niemieckiej znana jako bitwa na Skagerraku. Doszło do niej w dniach 31 maja i 1 czerwca 1916 roku na skutek spotkania się na morzu głównych sił morskich Niemiec i Wielkiej Brytanii. Niemieckie krążowniki liniowe 1. Grupy Rozpoznawczej admirała Hippera, którym towarzyszyły mniejsze okręty, wyszły w morze z kotwicowiska u ujścia rzeki Jade o godzinie 2.00 (czasu środkowoeuropejskiego) w nocy 31 maja. Skierowały się najpierw w stronę wybrzeży Norwegii, a następnie na Skagerrak, gdzie miały przeprowadzić działania przeciwko żegludze brytyjskiej. W przypadku napotkania przeważających sił miały się wycofać pod osłonę dział podążającej za nimi Hochseeflotte.
Krótko przed godziną 16.00 nastąpiło spotkanie krążowników admirała Hippera z podążającymi w ich kierunku jednostkami 1. i 2. Eskadry Krążowników Liniowych dowodzonymi przez wiceadmirała Davida Beatty’ego. „Lützow” otworzył ogień o 16.48, jako pierwszy z dużych okrętów niemieckich, obierając za cel okręt flagowy admirała Beatty’ego, „Lion”. W początkowej fazie starcia artylerzyści obu jednostek odnotowali pojedyncze trafienia w przeciwnika, nie powodujące większych uszkodzeń, jednak kolejny pocisk z „Lützowa” przebił dach wieży „Q” (na śródokręciu) „Liona”, powodując detonację zgromadzonej tam amunicji i pożar zagrażający wybuchem komór amunicyjnych pod wieżą. Jedynie szybkie ich zalanie uchroniło brytyjski okręt przed zniszczeniem.
Wkrótce potem zniszczeniu w wyniku celnych trafień niemieckimi pociskami dużego kalibru uległy dwa brytyjskie krążowniki liniowe: „Indefatigable” i „Queen Mary”. W kolejnej fazie bitwy obie strony przeprowadziły ataki torpedowe własnych niszczycieli i torpedowców, nie uzyskując większych sukcesów. Podczas odpierania ataku sił lekkich artylerzyści niemieckiego krążownika współuczestniczyli w zniszczeniu krążownika pancernego „Defence”, który zatonął w wyniku eksplozji magazynów amunicyjnych. Po nadciągnięciu na pole bitwy głównych sił Hochseeflotte krążowniki liniowe admirała Beatty’ego zmuszone zostały do oderwania się od przeciwnika. Następnie jednostki 1. Grupy Rozpoznawczej starły się z krążownikami liniowymi 3. Eskadry Krążowników Liniowych kontradmirała Horacego Hooda, wysłanymi dla wsparcia admirała Beatty’ego. „Lützow” wraz z bliźniaczym „Derfflingerem” rozpoczęły pojedynek artyleryjski z okrętem flagowym admirała Hooda, „Invincible”. W jego trakcie obydwa niemieckie krążowniki otrzymały szereg trafień ciężkimi pociskami (odpowiednio: osiem i pięć), jednak pomimo to odniosły sukces: o godzinie 19.33 jeden z niemieckich pocisków przebił pancerz wieży „Q” brytyjskiej jednostki, powodując eksplozję w komorach amunicyjnych i natychmiastowe przełamanie się i zatonięcie „Invincible”, z którego załogi ocalało jedynie sześciu marynarzy.

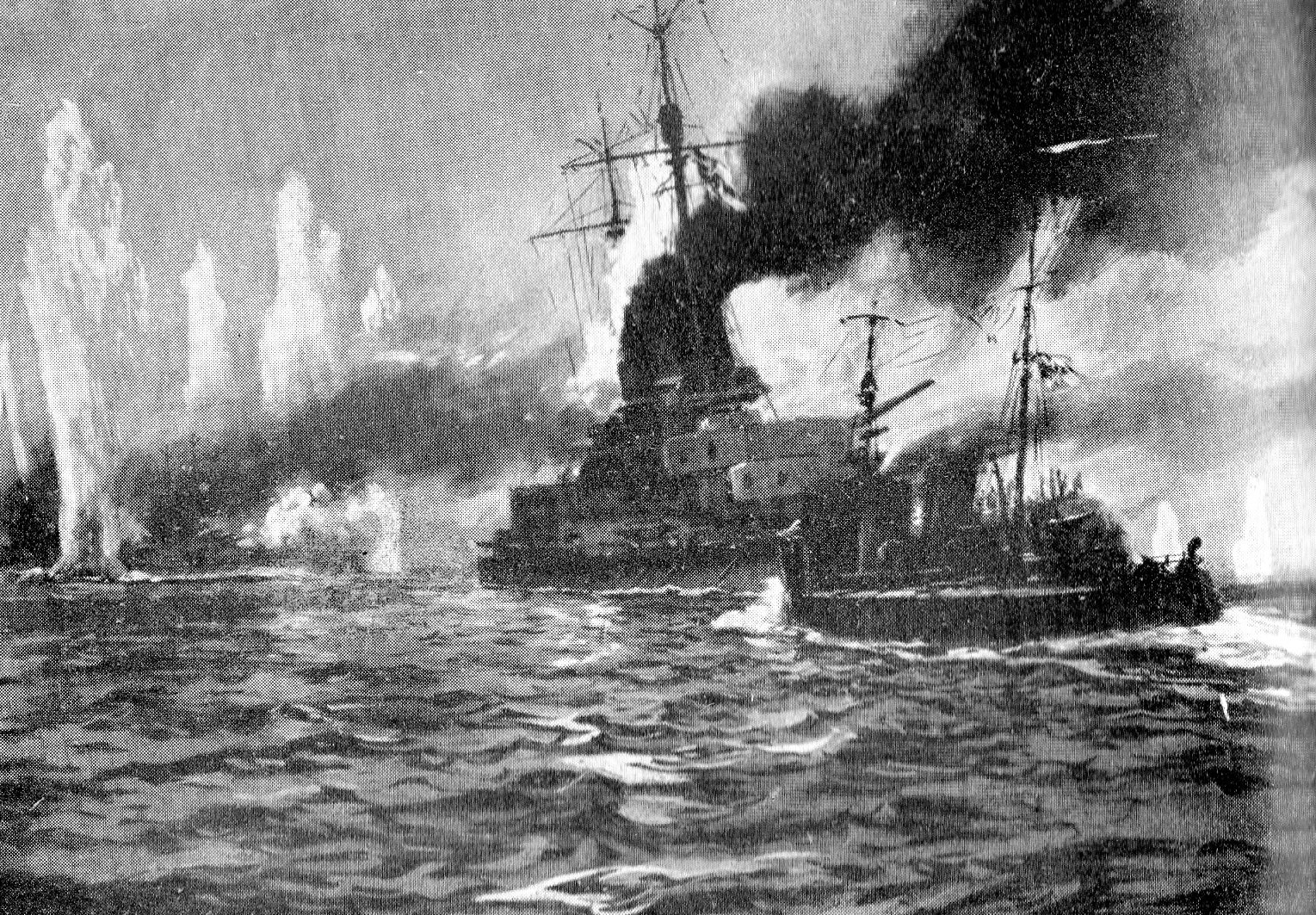
G 39 przejmuje admirała Hippera i jego sztab z SMS Lützow. Obraz namalowany przez Hansa Bohrdta

Ogółem w czasie bitwy jutlandzkiej „Lützow” otrzymał 24 trafienia ciężkimi pociskami, z których dziewięć wybuchło na linii wodnej lub poniżej. Największe zniszczenia spowodowały dwa trafienia w okolicę prawoburtowej wyrzutni torpedowej otrzymane w trakcie walki z „Invincible”. Spowodowały one napływ wody do wnętrza kadłuba i powiększające się przegłębienie okrętu na dziób. Wobec niezdolności okrętu do dalszych działań bojowych admirał Hipper przekazał dowodzenie 1. Grupą Rozpoznawczą dowódcy „Derfflinger”, komandorowi Johannesowi Hartogowi, sam zaś przeniósł się ze swoim sztabem na niszczyciel G 39, a później na krążownik liniowy „Moltke”.

### Zatopienie
Pomimo wody wlewającej się do wnętrza kadłuba, dowódca „Lützowa” był zdecydowany poprowadzić ciężko uszkodzony okręt do bazy. Towarzyszące mu niszczyciele stawiały zasłonę dymną, mającą uchronić okręt przed dalszym ostrzałem. Jednak zwiększająca się ilość wody w sekcjach dziobowych spowodowała duże przegłębienie, a w następstwie utratę sterowności jednostki. O 2.20 po północy 1 czerwca 1916 roku, gdy w kadłubie znajdowało się ponad 8000 ton wody a ster i śruby znalazły się nad powierzchnią morza, dowódca okrętu zdecydował się wydać rozkaz opuszczenia okrętu przez pozostałą załogę. Przeszła ona na niszczyciele G 37, G 38, G 40 i V 45. Po ewakuacji marynarzy G 38 otrzymał rozkaz wystrzelenia torped w stronę unieruchomionego wraku. Po trafieniu jednej z nich w śródokręcie, „Lützow” zatonął o 2.47. Był to jedyny nowoczesny okręt liniowy (w rozumieniu klasy obejmującej pancerniki i krążowniki liniowe) utracony przez Kaiserliche Marine w trakcie działań wojennych.
W trakcie bitwy jutlandzkiej na „Lützowie” poległo 115 marynarzy, 50 dalszych odniosło rany. Ocaleni członkowie załogi zostali w większości skierowani do przejęcia będącego w ostatnim stadium budowy pancernika „Baden”.